# Mathilde Harviken
Mathilde Hauge Harviken (Elverum, 29 dicembre 2001) è una calciatrice norvegese, difensore della Juventus e della nazionale norvegese.

## Carriera

### Club
Nata e cresciuta con i genitori a Elverum, cittadina dell'Østlandet, Harviken gioca per il locale club a livello giovanile, nelle selezioni under 16, 17 e 19, venendo aggregata alla prima squadra che disputa il campionato di 3. divisjon (quarto livello del campionato norvegese) prima nel 2016, per lei 11 presenze con 4 reti, e poi l'anno successivo, 2 reti su 2 incontri di campionato.
Appena sedicenne, per la stagione 2018 si trasferisce nel comune di Hamar per cogliere l'opportunità di continuare l'attività agonistica facendo un doppio salto di categoria con il Fart, iscritto alla 1. divisjon, il livello cadetto del campionato nazionale. A disposizione del tecnico Finn Willy Taugbøl fa il suo debutto in campionato, da titolare, fin dalla 1ª giornata, nel pareggio esterno a reti inviolate con il Kaupanger del 14 aprile, per poi essere impiegata con regolarità in 20 dei 21 incontri ancora da disputare, contribuendo a giocare un campionato sempre ai vertici della classifica conclusa al primo posto, con 4 punti di vantaggio sull'inseguitrice Grei dopo averla superata nello scontro diretto, posizione che le garantisce la promozione in Toppserien.
Taugbøl, rimasto alla guida della squadra anche per la stagione seguente continua a darle fiducia, impiegandola come difensore centrale, tuttavia la squadra non riesce ad essere competitiva, raccogliendo solo 2 punti, fino alla pausa estiva del campionato dove viene rilevato da Leif Jostein Nordli. Nonostante il cambio di allenatore la fiducia nell'ancora diciassettenne Harviken non viene meno, che assieme all'attaccante apri età Julie Blakstad, migliore marcatrice della squadra nella passata stagione, viene ancora considerata tra i talenti emergenti del calcio norvegese del fine decennio. La stagione però è ormai compromessa e benché all'andata la vittoria con Stabæk, concorrente diretta nella lotta per non retrocedere, avesse lasciato qualche speranza, la sconfitta al ritorno e il pareggio con l'altra concorrente, il Lyn, con  una sola altra inaspettata e ininfluente vittoria, con la capolista LSK Kvinner alla 21ª giornata, e 4 pareggi complessivi relegano la squadra al 12º e ultimo posto.
La stagione successiva viene posticipata dalla Federcalcio norvegese per adeguarsi alle restrizioni decise dal governo per arginare la diffusione della pandemia di COVID-19 nel paese scandinavo, pausa nella quale Harviken matura la decisione di svincolarsi dopo la retrocessione del club di Vang trasferendosi al Røa e giocare nuovamente in Toppserien. Il suo nuovo allenatore, Geir Nordby, le concede immediata fiducia facendola debuttare  da titolare già dalla 1ª giornata di campionato, nella sconfitta interna di misura con il Arna-Bjørnar del 4 luglio, per poi impiegarla in tutti gli altri 17 incontri in programma. Alla sua prima stagione con la nuova maglia condivide con le compagne la difficile stagione che vedono il Røa stabilirsi a fondo classifica, e benché gli scontri diretti con le concorrenti nella lotta per non retrocedere non siano fondamentali, la diminuzione delle iscritte al campionato, ridotte da 12 a 10 squadre, e un reparto offensivo poco prolifico relegano la squadra al 10º e ultimo posto. Nella stagione seguente la squadra si conferma tra le più competitive del campionato cadetto, dove Harviken contribuisce con 8 reti, seconda migliore marcatrice della squadra a pari merito con Mia Huse e dietro alla vincitrice della classifica marcatrici del torneo, Tuva Espås con 13 reti, a vincere il campionato di 1 div. riportando le Dynamite Girls in Toppserien.
Tuttavia Harviken torna a disputare la massima serie indossando una diversa maglia, quella del Rosenborg, sottoscrivendo nel dicembre 2021 un contratto che la legherà al club di Trondheim per tre stagioni, grazie ai risultati ottenuti in campionato, offrendole l'opportunità di debuttare in UEFA Women's Champions League nel corso dell'edizione 2022-2023. Nei tre anni che passa prima sotto la guida tecnica di Steinar Lein e poi, dal 2024, del britannico Robin Shroot, matura 77 presenze in campionato, siglando 2 reti, al Kolbotn nel 2022 e all'Arna-Bjørnar nel 2024, alle quali si aggiungono le 11 in Coppa di Norvegia, unico trofeo che conquista con il Rosenborg vincendo di misura la finale 2023 con il Vålerenga, e le 6 in  Women's Champions League, dove con la sua squadra si ferma al secondo turno di qualificazione a quella d'esordio e al primo turno nell'edizione 2024-2025.
Scaduti gli obblighi contrattuali, durante la pausa invernale, il 9 gennaio 2025 viene comunicato il suo trasferimento alla Juventus per quello che diventa la sua prima esperienza professionale all'estero. A disposizione del tecnico Massimiliano Canzi fa il suo debutto in Serie A, livello di vertice del campionato italiano di categoria, solo due giorni più tardi, alla 14ª giornata di campionato, rilevando Emma Kullberg al 77' della vittoria interna per 3-0 sulla Sampdoria. Da allora Canzi la impiega con regolarità sia nei restanti incontri della prima fase che in quelli della poule scudetto, andando a rete per la prima volta aprendo le marcature nella gara di andata delle semifinali di Coppa Italia con la Fiorentina e, sempre aprendo le marcature, nel primo scontro della seconda fase del campionato, vittoria casalinga per 4-3 sulla Roma.

### Nazionale
Le prestazioni offerte nei primi anni di attività richiamano l'attenzione della Federcalcio norvegese che dal settembre 2016 la chiamano per indossare la maglia della selezione under 15 in una serie di amichevoli con le nazionali pari età di Svezia e Inghilterra, e dove Harviken negli ultimi mesi dell'anno matura 3 presenze.
L'anno successivo passa alla under 16 e, sempre scontrandosi in incontri amichevoli, segue la squadra in un tour europeo dove, fino a settembre, si confronta con dieci diverse nazionali a partire dalla doppia sfida con l'Italia del 13 e 15 gennaio al Centro Tecnico Federale Luigi Ridolfi.

## Statistiche

### Presenze e reti nei club
Statistiche aggiornate al 19 giugno 2025.
| Stagione         | Squadra          | Campionato       | Campionato | Campionato | Coppe nazionali | Coppe nazionali | Coppe nazionali | Coppe continentali | Coppe continentali | Coppe continentali | Altre coppe | Altre coppe | Altre coppe | Totale | Totale |
| Stagione         | Squadra          | Comp             | Pres       | Reti       | Comp            | Pres            | Reti            | Comp               | Pres               | Reti               | Comp        | Pres        | Reti        | Pres   | Reti   |
| ---------------- | ---------------- | ---------------- | ---------- | ---------- | --------------- | --------------- | --------------- | ------------------ | ------------------ | ------------------ | ----------- | ----------- | ----------- | ------ | ------ |
| 2016             | Elverum          | 3. div.          | 11         | 4          | -               | -               | -               | -                  | -                  | -                  | -           | -           | -           | 11     | 4      |
| 2017             | Elverum          | 3. div.          | 2          | 2          | -               | -               | -               | -                  | -                  | -                  | -           | -           | -           | 2      | 2      |
| Totale Elverum   | Totale Elverum   | Totale Elverum   | 13         | 6          | -               | -               | -               | -                  | -                  | -                  | -           | -           | -           | 13     | 6      |
| 2018             | Fart             | 1 div.           | 21         | 1          | CN              | 1               | 0               | -                  | -                  | -                  | -           | -           | -           | 22     | 1      |
| 2019             | Fart             | TS               | 22         | 0          | CN              | -               | -               | -                  | -                  | -                  | -           | -           | -           | 21     | 8      |
| Totale Fart      | Totale Fart      | Totale Fart      | 43         | 1          | -               | 1               | 0               | -                  | -                  | -                  | -           | -           | -           | 44     | 1      |
| 2020             | Røa              | TS               | 18         | 0          | CN              | 2               | 0               | -                  | -                  | -                  | -           | -           | -           | 20     | 0      |
| 2021             | Røa              | 1 div.           | 18         | 8          | CN              | 3               | 0               | -                  | -                  | -                  | -           | -           | -           | 21     | 8      |
| Totale Røa       | Totale Røa       | Totale Røa       | 36         | 8          | -               | 5               | 0               | -                  | -                  | -                  | -           | -           | -           | 41     | 8      |
| 2022             | Rosenborg        | TS               | 23         | 1          | CN              | 3               | 0               | UWCL               | 4                  | 0                  | -           | -           | -           | 30     | 1      |
| 2023             | Rosenborg        | TS               | 27         | 0          | CN              | 5               | 0               | -                  | -                  | -                  | -           | -           | -           | 32     | 0      |
| 2024             | Rosenborg        | TS               | 27         | 1          | CN              | 3               | 0               | UWCL               | 2                  | 0                  | -           | -           | -           | 32     | 1      |
| Totale Rosenborg | Totale Rosenborg | Totale Rosenborg | 77         | 2          | -               | 11              | 0               | -                  | 6                  | 0                  | -           | -           | -           | 94     | 2      |
| gen.-giu. 2025   | Juventus         | A                | 11         | 1          | CI              | 3               | 1               | UWCL               | -                  | -                  | -           | -           | -           | 14     | 2      |
| Totale carriera  | Totale carriera  | Totale carriera  | 180        | 18         | -               | 20              | 1               | -                  | 6                  | 0                  | -           | -           | -           | 206    | 19     |

## Palmarès

### Club
- Campionato norvegese femminile di seconda divisione: 2

Fart: 2018
Røa: 2021
- Campionato italiano: 1

Juventus: 2024-2025
- Coppa di Norvegia: 1

Rosenborg: 2023
- Coppa Italia: 1

Juventus: 2024-2025